# Jerzy Pomianowski (dziennikarz)
Jerzy Pomianowski (ur. 22 kwietnia 1932 w Warszawie, zm. 15/16 lipca 2023) – polski dziennikarz motoryzacyjny.

## Życiorys
Jerzy Pomianowski urodził się w rodzinie katolickiej o silnych tradycjach narodowych (rodzice związani z Sokołem, ONR i Ozon). Podczas powstania warszawskiego został poważnie ranny przy budowie barykady. Ukończył Gimnazjum i Liceum im. Kr. Władysława IV oraz Szkołę Główną Planowania i Statystyki (SGPiS). Studiował też na Politechnice Warszawskiej (Wydział Mechaniczny) oraz w Wyższej Szkole Muzycznej (klasa fortepianu).
Uprawiał sporty lotnicze, był instruktorem pilotem szybowcowym i samolotowym oraz skoczkiem spadochronowym. Przez wiele lat konkurował w brydżu sportowym oraz samochodowych rajdach dziennikarzy. W 1957 r. na zaproszenie Lotniczego Związku Jugosławii uczył w Belgradzie latania na szybowcach syna prezydenta Tito – Miszę Broza.
W 1997 kandydował do Sejmu z listy Unii Prawicy Rzeczypospolitej.
Zmarł w lipcu 2023.

### Ważniejsze funkcje społeczne
- w 1955 prezes (społeczny) Aeroklubu Warszawskiego, a w 1956 wiceprezes AW, członek Komisji Restytucyjnej Aeroklubu Polski, a następnie członek Zarządu Głównego restytuowanego Aeroklubu Polski.
- w latach 60. inicjator (wraz z red. Marią Teisseyre oraz. mjr. Antonim Chojcanem) oraz komandor Samolotowych Rajdów Dziennikarzy i Pilotów
- w latach 60. inicjator lig szybowcowych – zawodów eliminacyjnych do mistrzostw Polski.
- w latach 70. członek Głównej Komisji Bezpieczeństwa Ruchu Drogowego PZMot.
- w 1980–1985 wiceprezes ds. sportowych w Zarządzie Głównym Polskiego Związku Brydża Sportowego
- w 2002–2005 wiceprezes Auto Klubu Dziennikarzy Polskich[3]
- od 2004 do 2014 prezes zarządu fundacji „Zapobieganie wypadkom drogowym”, blisko współpracującej z Krajowym Duszpasterzem Kierowców oraz organizacją MIVA (pozyskiwanie środków transportu dla misjonarzy)

### Praca zawodowa
- w latach 1955–1959 instruktor pilot w Aeroklubu Warszawskiego

Jako dziennikarz:
- 1959–1974 Tygodnik „Skrzydlata Polska”– kierownik działu sportowego,
- 1967–1968 Dwutygodnik „Echosonda” – redaktor naczelny
- 1974–2002 Tygodnik „Motor” – kierownik działu „Bezpieczeństwo Ruchu Drogowego”,
- 1977–2002 Miesięcznik „Brydż” – redaktor naczelny[2]
- 2002–2004 Kwartalnik BRD – redaktor naczelny
- 2004–2012 rzecznik prasowy Instytutu Transportu Samochodowego[3]
- dłuższa współpraca z redakcjami „Życie Gospodarcze”, „Nowe Życie Gospodarcze”, „Express Wieczorny”, E-Play.

## Osiągnięcia
W sportach lotniczych
- wylatane na szybowcach – ok. 3000 godzin
- wylatane na samolotach – ok. 1500 godzin
- w treningowych skoków ze spadochronem – 10

W sporcie brydżowym
- trzykrotny drużynowy mistrz Polski
- oficjalny tytuł klasyfikacyjny – Arcymistrz
- mistrz Polski w teamach i wicemistrz w parach

W sporcie samochodowym
- 2002 – w rajdach samochodowych wicemistrz Polski dziennikarzy w klasie Alfa-Romeo

Nagrody za twórczość
- Pióro Ikara (za publicystykę lotniczą)
- Złote Koło – kilkakrotnie (za publicystykę motoryzacyjną)

## Odznaczenia
- Srebrny i Złoty Krzyż Zasługi
- Krzyż Kawalerski Orderu Odrodzenia Polski

## Publikacje
Książki
- Jeżdżę bez wypadku (2 wydania)
- Jeżdżę samochodem bezpiecznie
- Bądź partnerem na drodze (nakład 500 000 egz.)
- Praktyczna szkoła jazdy
- Rower, droga i ja
- Mój pierwszy samochód (współautor)
- Elementarz brydża (wspólnie z Markiem Wójcickim)

Zrealizowane fabularne scenariusze filmowe (współautor – Tadeusz Rejniak)
- Teraz i w każdą godzinę, reżyser Hubert Drapella (1972)[4]
- Zniszczyć pirata, reżyser Hubert Drapella (1972)[4]